# Саввино (микрорайон)
Са́ввино — микрорайон в составе городского округа Балашиха Московской области.

## География

### Расположение
Микрорайон Саввино располагается в южной части Балашихи. Саввино граничит с другими микрорайонами и поселениями Балашихи, а именно:
- на севере — с микрорайоном Железнодорожный;
- на северо-востоке — с деревней Чёрное;
- на востоке и юге — с деревней Соболиха;
- на юге и юго-западе — с деревней Пуршево;
- на юго-западе — с садоводческими потребительскими обществами «Темниково», «Содружество» и «Бархат»;
- на западе — с микрорайоном Павлино.

### Рельеф и гидрология
Саввино располагается на небольшом уклоне от севера к югу в 130-150 м над уровнем моря. Уровень понижается к реке Чёрная, протекающей по южной и юго-восточной границе микрорайона. В юго-восточной части Саввино река является частично запруженной, а в юго-западной её части располагается засыпанное прудовое хозяйство. В восточной части микрорайона располагается Малый Саввинский пруд, соединённый с рекой Чёрная.

## История

### До Революции
Упоминание деревни Саввино встречается ещё в документах московского князя Ивана Калиты от 1327 года. Также встречаются упоминания поселения в 1573—1574 годах.
По преданиям в XIV веке в деревне был основан Храм Преображения Господня, первые письменные упоминания о котором относятся к 1623 году. Новое здание   Храма, знаменитое своим фаянсовым иконостасом, было построено в 1870 году.
Согласно картам середины XIX века Саввино представляло собой деревню (с вторым названием Спасское) в 31 двор с населением 189 человек, расположенную около Храма Преображения Господня на месте нынешней ул. Загородная современного микрорайона.
В 60-х—70-х годах XIX века купцом-промышленником Викулой Морозовым была основана Саввинская хлопкопрядильная мануфактура, которая обеспечивала рабочими местами многих жителей не только Саввино, но и окрестных поселений. В 1894 году в Саввино была открыта школа (впоследствии ставшая школой №6). К 1902 году при фабрике были выстроены больничный городок, аптека и магазин.

Ныне в состав микрорайона входит деревня Темниково (в дореволюционных документах также значащаяся как Сергеевка), ведущая историю с XVII — XVIII веков, и принадлежавшая дворянскому роду Румянцевых. История Темникова не до конца ясна (есть версии как родового имения Румянцевых, так и версия о переселенцах из деревень Сорочинцы, Зимевка и Крапивники Тульской губернии, принадлежавших князю Сергею Павловичу Голицыну). В 1907 в деревне произошли беспорядки, основой которым послужила незаконная рубка леса крестьянами деревни.

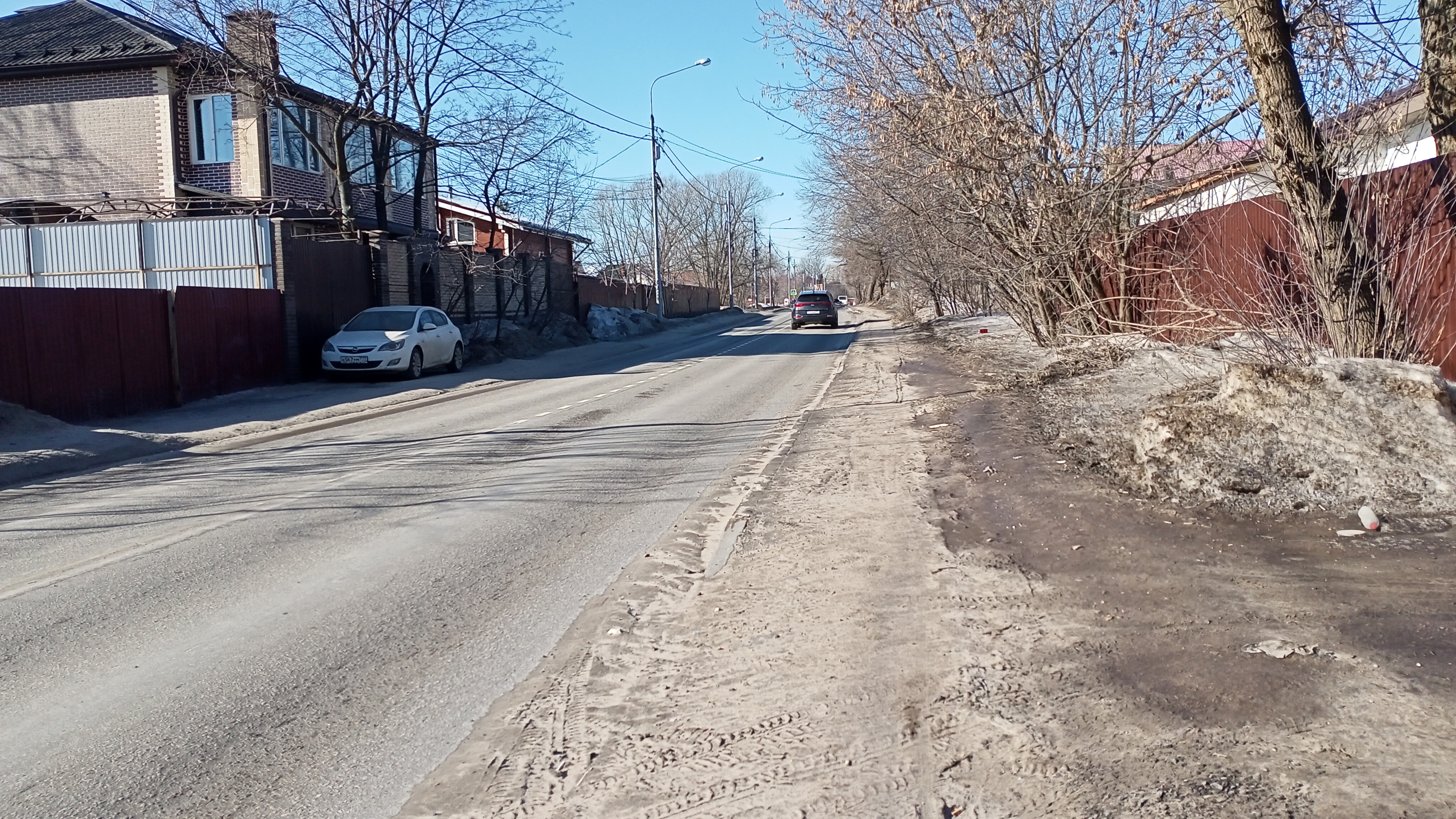
Современный вид на Темниково, ул. Пригородная
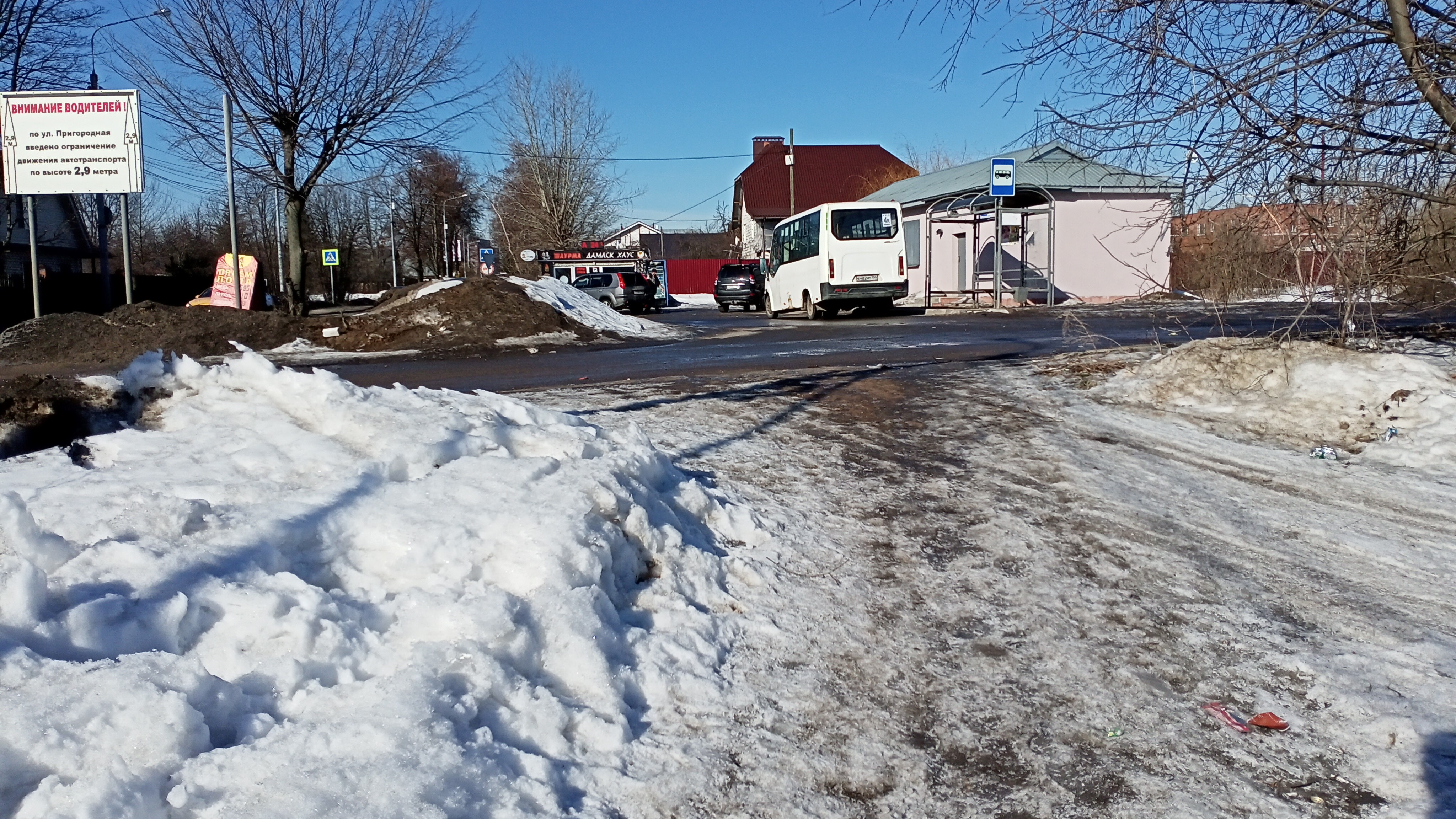
Современный вид на Темниково, остановка и продуктовый магазин

### Советское время
В 1917 году фабрика была национализирована. В 1927 году к 10-летию Октябрьской Революции Саввинской хлопкопрядильной фабрикой был построен Дом культуры Саввино, функционирующий по сей день. До 1954 года Саввино было центром Саввинского сельсовета.
На картах середины XX века рядом с деревней Саввино на картах начинает появляться обозначение и посёлка Саввино при Саввинской хлопкопрядильной фабрике.
Во время Великой Отечественной войны Саввинская хлопкопрядильная фабрика работала на нужды фронта (так, например, был налажен выпуск парашютов). После войны Саввинская фабрика продолжила выпуск гражданской продукции.
10 октября 1960 года, село Саввино, вместе с деревней Темниково и Локомотив, вошло в состав города Железнодорожный.
В 1971 году был открыт стадион «Мостермостекло» (ныне «Строитель»), названный по предприятию (с 1998 года — завод минеральной ваты Rockwool), за которым был закреплён.

### Современная история
В 1991 году Саввинская фабрика была приватизирована собственным трудовым коллективом. На протяжении 90-х годов XX века фабрика неоднократно испытывала проблемы с финансами, изначально передав бо́льшую часть имущества в ведение муниципальных органов. Впоследствии в 1999-2000 годах предприятие было признано банкротом и закрыто. Позднее в здании фабрики разместились ночные клубы «XXXL» и Amsterdam, супермаркеты «Пятёрочка», «Чижик», «Да!», арт-пространство АТМОСФЕРА.
В 2008 году была построена асфальтовая дорога Темниково — Павлино, получившая название Павлинское шоссе, соединившая микрорайон Саввино с микрорайоном Павлино. В 2009 году был построен крупный торговый центр «Саввино».

В апреле 2013 года советом депутатов Железнодорожного принято решение о реновации ветхих домов на ул. Аллейная, в результате чего тогда же старые дома с коммунальными квартирами были снесены, а на их месте в 2016-2018 гг. построены новые многоэтажные дома. В конце того же года был сдан в эксплуатацию жилой комплекс «Саввинские пруды», состоящий из четырёх новых многоэтажных домов, и расположившийся на берегу реки Чёрная.

Саввинская фабрика, 2009 г.
Дом с коммунальными квартирами в Саввино. Снесён в 2013 г., на его месте возведён д. 1/5 по ул. Ленина
Деревянная поликлиника №2 в Саввино, снесена в середине 2010-х гг., вместо чего построен роддом.

В 2015 году город (и городской округ) Железнодорожный вошёл в состав городского округа Балашиха. Бывший Железнодорожный был разделён на микрорайоны, образовывавшие его самого, а Саввино благодаря этому стало напрямую микрорайоном Балашихи.
В 2015 году на месте бывшего поля колхоза имени Кирова начато строительство многоэтажного жилого комплекса «Столичный Северный», а в 2021 году на другой (южной) части полей возведён жилой комплекс, состоящий из шестиэтажных домов — «Столичный Южный». Совокупно в оба жилых комплекса предполагается заселение около 18 тысяч жителей. В результате появления новых кварталов в Саввино появились ранее отсутствовавшие улицы — Народного Ополчения, Вешних Вод, а также Спасский бульвар.
14 сентября 2016 года в Саввино был открыт роддом на 140 коек. В 2020-2021 гг. роддом неоднократно перепрофилировался в COVID-госпиталь.
В 2019 году субподрядчиком застройщика ЖК «Столичный Южный» начато благоустройство сквера около Малого Саввинского пруда, завершившееся летом-осенью 2020 года. В сентябре 2021 года на этой территории высажены 100 деревьев, а также инициировано проектирование нового парка.
В мае 2020 года появилась информация о благоустройстве ещё одной прибрежной территории — саввинского берега реки Чёрная. В декабре того же года благоустройство было завершено, в результате чего на берегу реки появились дорожки, лавочки, урны, качели и деревянная декоративная инсталляция с фигурками уток.
В мае 2020 года из микрорайона Керамик Балашихи в новое депо в Саввино переехала пожарная часть №307.
В сентябре 2021 года стало известно, что в районе ЖК «Столичный Южный» будет возведена новая поликлиника на 320 детских и 350 взрослых посещений в смену (позднее был озвучен и срок введения в эксплуатацию — IV квартал 2023 года).
В апреле 2022 года введён в эксплуатацию новый корпус школы №6. В июне того же года стало известно о том, что от ул. Пригородная через Саввино и Железнодорожный пройдёт линия легкорельсового транспорта.

## Наука и производство
На территории микрорайона располагается научные и промышленные объекты, включая НИИ средств связи Веспан.

## Социальные, служебные и бытовые объекты
На территории микрорайона располагаются:
- школа №6 в двух корпусах[56] и гимназия №11[61];
- роддом[62];
- поликлиника №12[63];
- детские сады №2 «Вишенка»[64], №28 и №29 «Родничок»[65];
- торговый центр «Саввино»;
- пожарная часть №307;
- филиал РЭО ОГИБДД «Балашихинское»[66];
- пункты автомобильного техосмотра[67][68];
- почтовое отделение 143985[69].

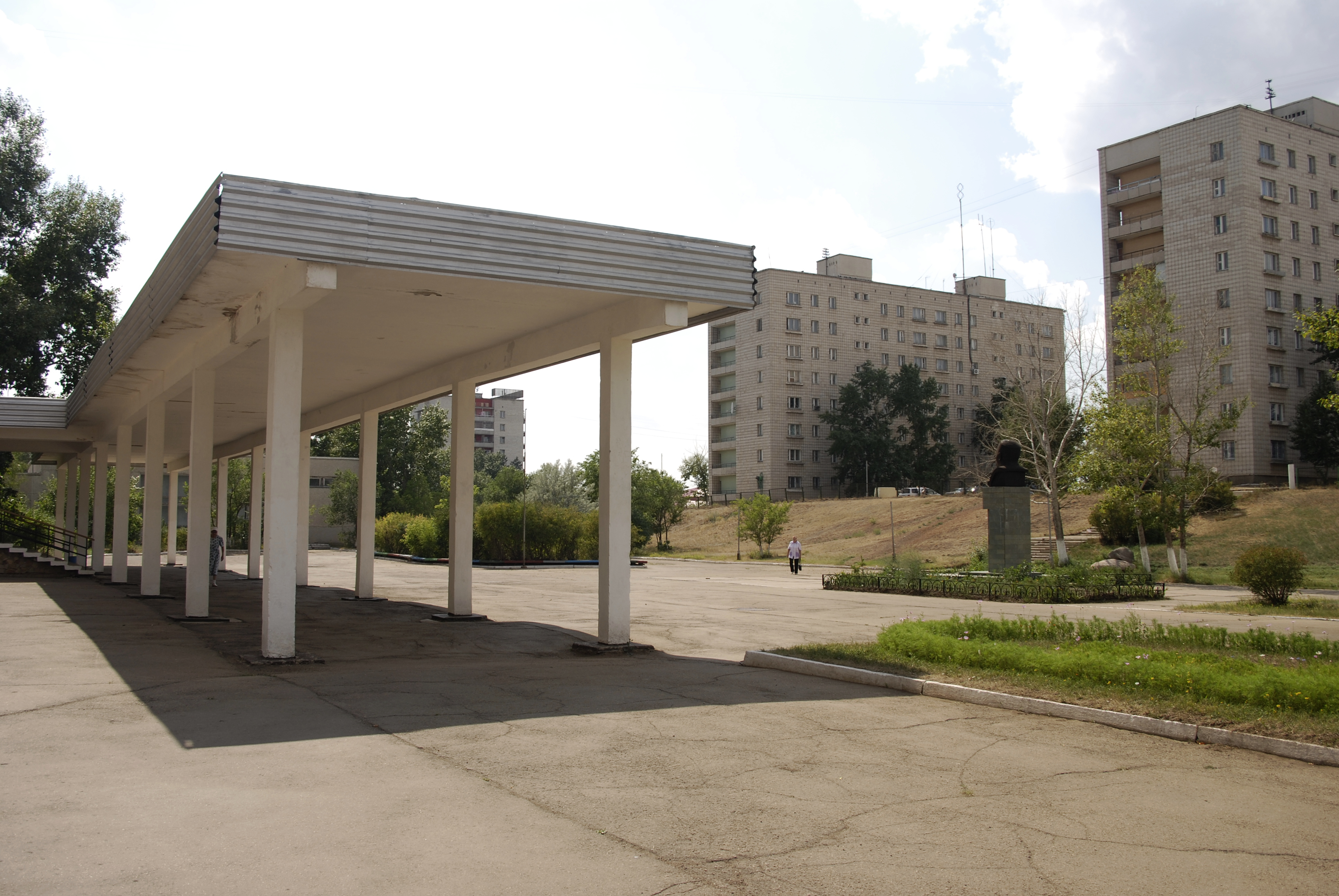
Школа №6
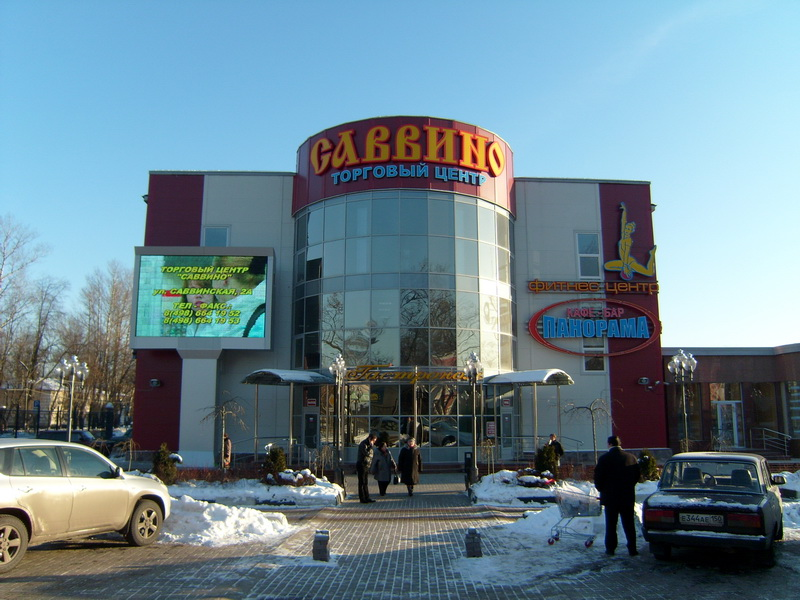
Торговый центр «Саввино»

## Культура, досуг и спорт
В микрорайоне располагается Дом культуры Саввино и разбит Южный парк (около ЖК «Столичный Южный»). Кроме этого, микрорайон граничит с двумя парками: Ольгинским лесопарком — на северо-западе и Пестовским парком — на северо-востоке.

Крупный спортивный объект микрорайона — стадион «Строитель», на котором находятся футбольное поле 42х24 м, каток, баскетбольная площадка, хоккейная коробка и беговые дорожки. Кроме этого, на территории микрорайона расположен теннисный клуб «СЭМЗ», находящийся на территории бывшего Саввинского электромеханического завода.

Дом культуры Саввино
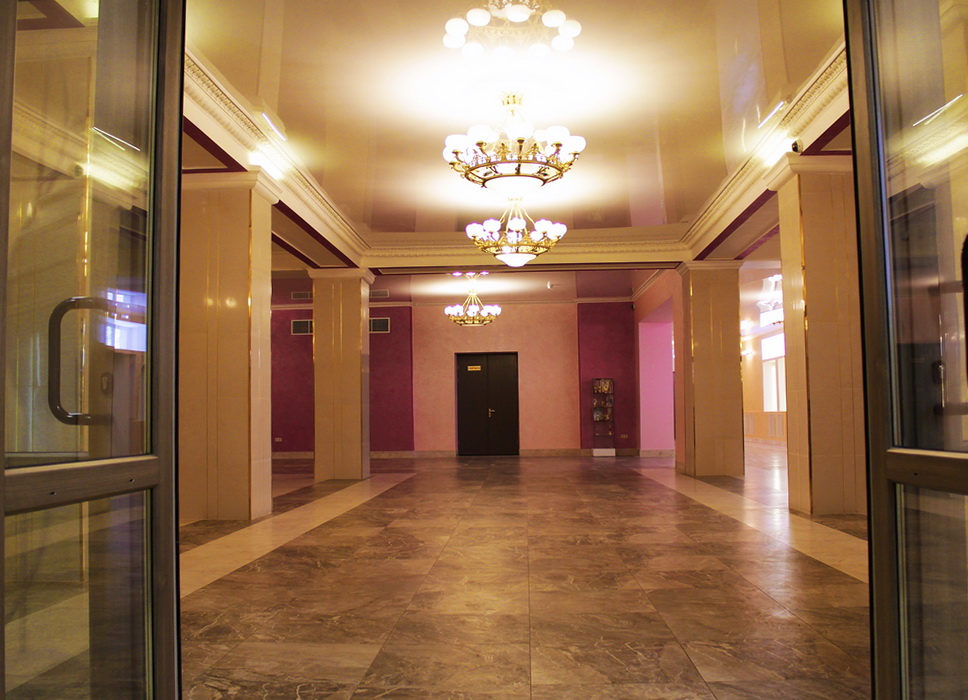
Главное фойе дома культуры
Стадион «Строитель»

## Достопримечательности
- Монумент скорбящей матери — монумент в виде скорбящей матери с сыном, с двух сторон от которых находятся гранитные плиты, с высеченными именами саввинцев, погибших в Великой Отечественной войне[76].
- Церковь Преображения Господня с уникальным фаянсовым иконостасом.
- Деревянный дом предпринимателя Ивана Полякова[77].

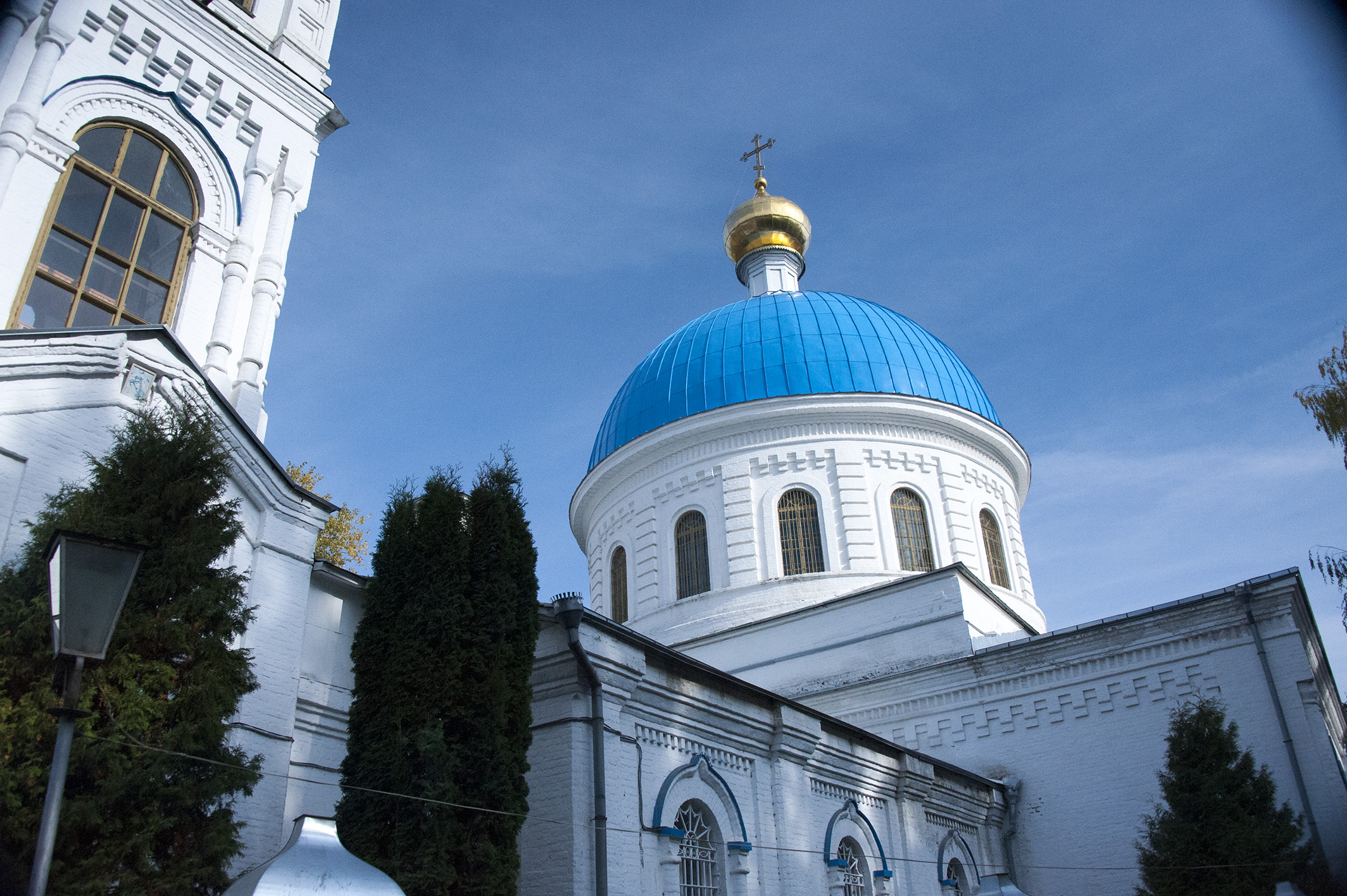
Церковь Преображения Господня
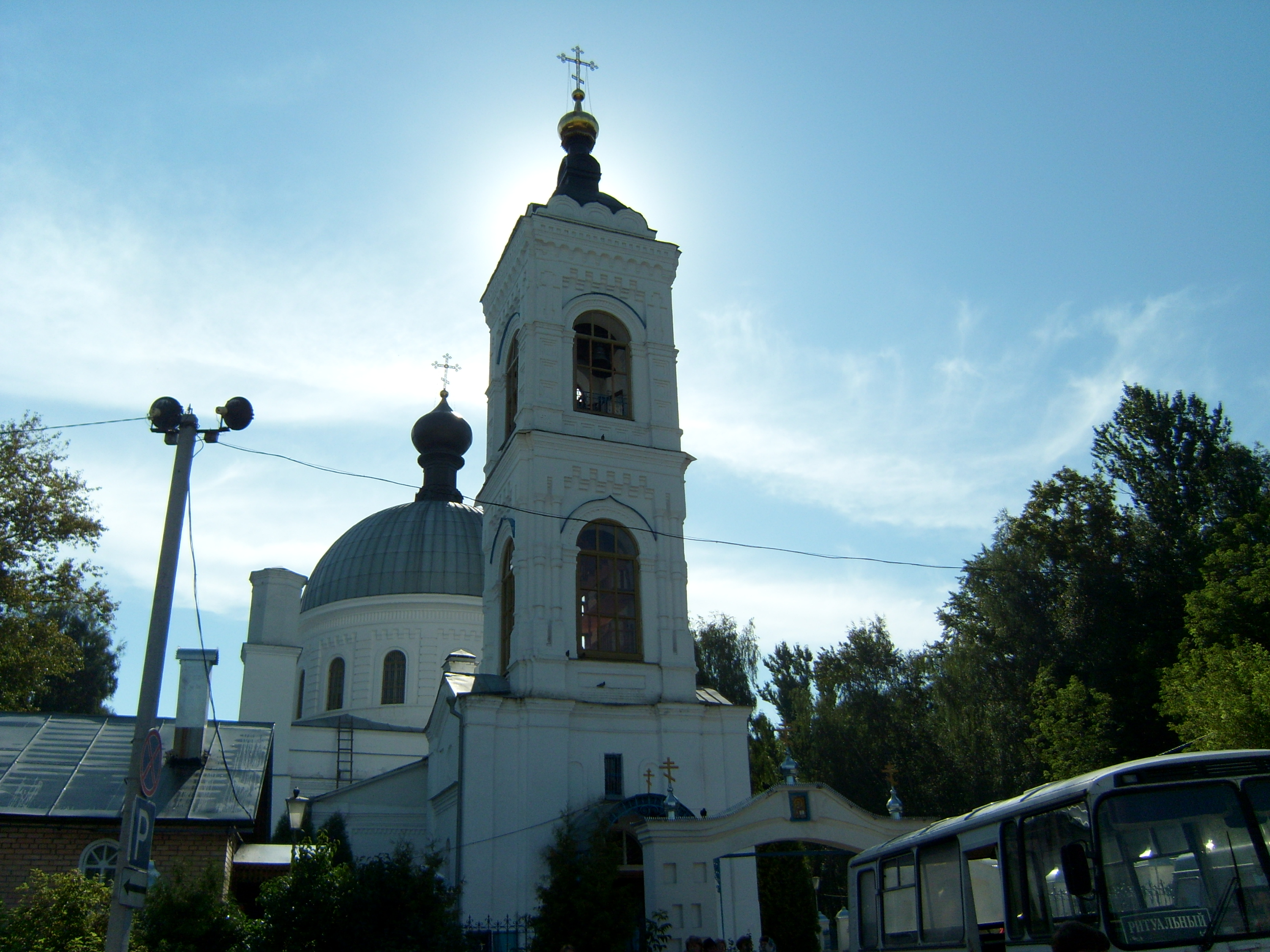
Колокольня церкви
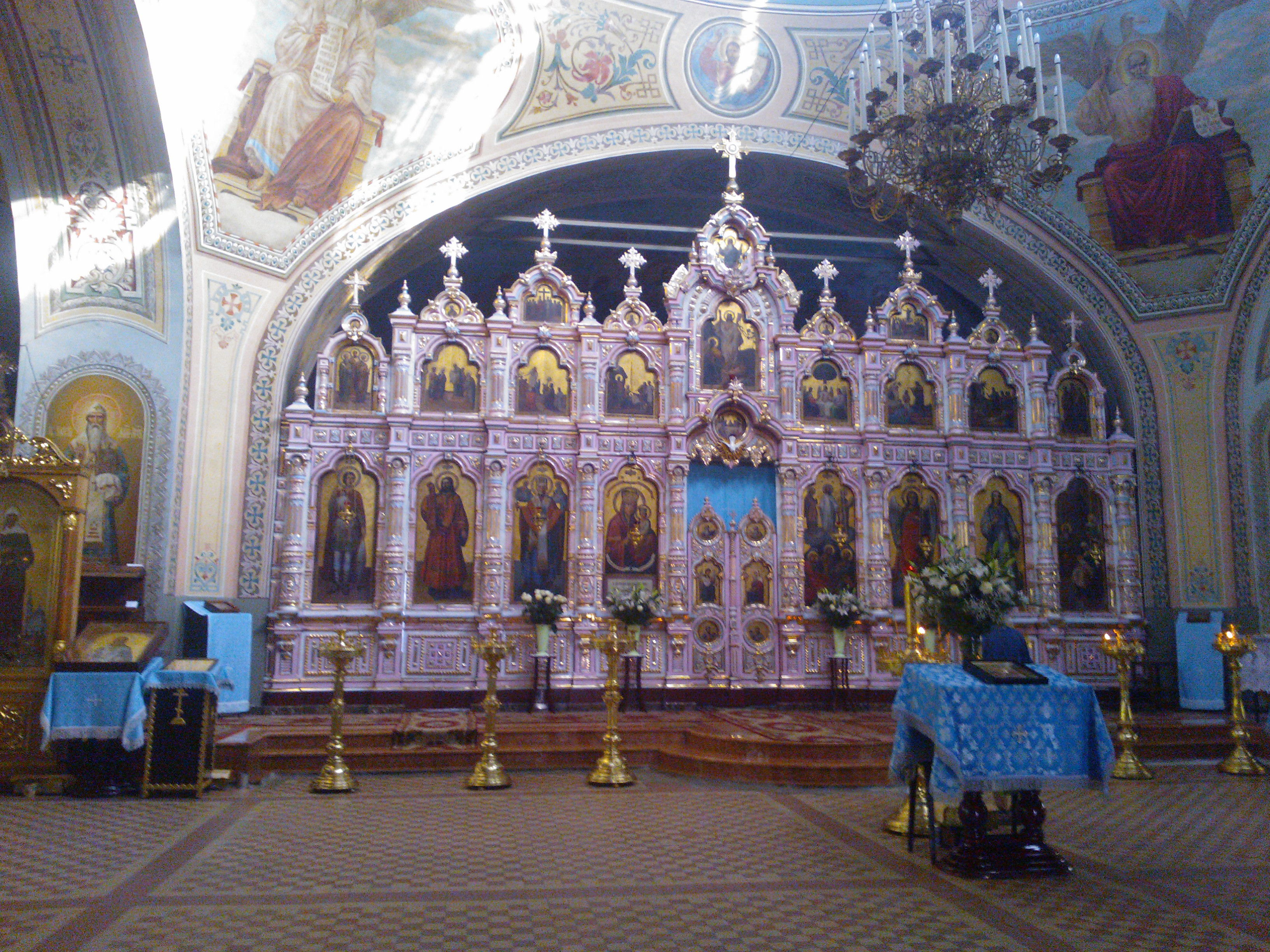
Фаянсовый иконостас церкви
Монумент скорбящей матери в Саввино

## Транспорт
Через микрорайон ходят маршрутные такси № 30к, 36к, 37к, 38к, а также автобусы № 1, 4, 7, 23, 33, 65.

## Происшествия
- 3 октября 1942 года произошла крупнейшая трагедия в истории Саввино: на подъездных путях, где располагался склад со снарядами, произошёл взрыв[80]. Больших человеческих потерь удалось избежать лишь благодаря тому, что этот день был выходным и рядом со складом почти не было рабочих[16]. В результате взрыва селу был нанесён колоссальный ущерб[16].
- В 2005 году был убит директор Саввинского электромеханического завода[81].
- В 2020 году был выявлен факт организации незаконной свалки на месте предполагаемого строительства склада[82][83].
- В 2021 году на ул. Промышленной произошла утечка хлора в результате повреждения 300-литровой бочки[84].